# Brian Skrudland
Brian Norman Skrudland (* 31. Juli 1963 in Peace River, Alberta) ist ein ehemaliger kanadischer Eishockeyspieler, -trainer und -funktionär, der im Verlauf seiner aktiven Karriere zwischen 1980 und 2000 unter anderem 1045 Spiele für die Canadiens de Montréal, Calgary Flames, Florida Panthers, New York Rangers und Dallas Stars in der National Hockey League auf der Position des Centers bestritten hat. Während seiner 15 Spielzeiten in der NHL gewann Skrudland, der der erste Mannschaftskapitän der Franchise-Geschichte der Florida Panthers war, insgesamt zweimal den Stanley Cup – im Jahr 1986 mit den Canadiens de Montréal sowie 1999 in Diensten der Dallas Stars. Anschließend war er als Trainer und Funktionär für seine Ex-Teams aus Calgary und Florida in der NHL tätig.

## Karriere
Brian Skrudland begann seine Karriere als Eishockeyspieler bei den Saskatoon Blades, für die er von 1980 bis 1983 in der kanadischen Juniorenliga Western Hockey League aktiv war. Anschließend spielte der Angreifer je eine Spielzeit lang für die Nova Scotia Voyageurs und Sherbrooke Canadiens in der American Hockey League, wobei er mit Sherbrooke in der Saison 1984/85 den Calder Cup gewann. Als bester Spieler der Playoffs erhielt er zudem die Jack A. Butterfield Trophy. Daraufhin erhielt er einen Vertrag bei den Montréal Canadiens, für die er in den folgenden acht Jahren als Stammspieler in der National Hockey League auflief. Die Saison 1992/93, in der Montréal den Stanley Cup gewann, beendete er bei deren Ligarivalen Calgary Flames.
Am 24. Juni 1993 wurde Skrudland im NHL Expansion Draft von den neugegründeten Florida Panthers ausgewählt, bei denen er in den folgenden vier Spielzeiten als Mannschaftskapitän unter Vertrag stand. Nachdem er die Saison 1997/98 bei den New York Rangers begonnen hatte, wechselte er zu den Dallas Stars, mit denen er 1999 den Stanley Cup gewann. Bei den Texanern beendete der Linksschütze im Anschluss an die Spielzeit 1999/2000 im Alter von 36 Jahren seine aktive Laufbahn.
Von 2000 bis 2003 war der Kanadier als Assistenztrainer für seinen Ex-Club Calgary Flames in der NHL tätig. Von 2010 an war Skrudland für die Spielerentwicklung im Trainerteam der Florida Panthers verantwortlich, ehe er, im Rahmen der Entlassung von Kevin Dineen, im November 2013 die Stelle des Assistenztrainers übernahm. Im Anschluss an die Saison 2013/14 wurden mit Mike Kelly und Mark Morris zwei neue Assistenztrainer eingestellt, sodass Skrudland wieder die Verantwortlichkeit für die Spielerentwicklung übernahm. Im Sommer 2016 schied er aus dieser Tätigkeit aus.

## Erfolge und Auszeichnungen
| - 1985 Calder-Cup-Gewinn mit den Canadiens de Sherbrooke - 1985 Jack A. Butterfield Trophy - 1986 Stanley-Cup-Gewinn mit den Canadiens de Montréal | - 1991 Teilnahme am NHL All-Star Game - 1999 Stanley-Cup-Gewinn mit den Dallas Stars |

## Karrierestatistik
(Legende zur Spielerstatistik: Sp oder GP = absolvierte Spiele; T oder G = erzielte Tore; V oder A = erzielte Assists; Pkt oder Pts = erzielte Scorerpunkte; SM oder PIM = erhaltene Strafminuten; +/− = Plus/Minus-Bilanz; PP = erzielte Überzahltore; SH = erzielte Unterzahltore; GW = erzielte Siegtore; 1 Play-downs/Relegation; Kursiv: Statistik nicht vollständig)